# Alessandro Volta
Alessandro Giuseppe Antonio Anastasio Volta (18. února 1745 Como, Milánské vévodství – 5. března 1827 Como, Lombardsko-benátské království) byl italský fyzik proslulý svými objevy v oboru elektřiny. Objevil například třecí elektřinu, vynalezl Voltův elektrický článek nebo zdokonalil kondenzátor.

## Život
Narodil se jako sedmé a poslední dítě ve šlechtické rodině. Do čtyř let téměř nemluvil, a proto mělo jeho okolí obavy, že je slabomyslný. V sedmi letech mu zemřel otec a vychovával ho strýc.  Měl se podle rodinné tradice stát knězem nebo právníkem. V roce 1758 začal studovat na  jezuitské koleji. Měl skvělou paměť a brzy se naučil latinsky a francouzsky, později zvládl němčinu, nizozemštinu, španělštinu, klasickou řečtinu a dokonce i ruštinu. V roce 1761 přestoupil na královský seminář v Comu, kde se jeho zájem soustředil na přírodní vědy. V té době se začal zajímat o výzkum elektřiny, prováděl různé experimenty s leydenskou lahví. Roku 1769 publikoval latinsky psané pojednání  O přitažlivé síle elektrického ohně a jevech s tím souvisejících, ve kterém zveřejnil hypotézu o souvislosti elektřiny a magnetismu. V dalších letech sestavil a zdokonalil mnoho přístrojů pro své pokusy. 
Od roku  1774 byl  profesorem fyziky na gymnáziu v Comu. V roce 1775 vyvinul elektrofor, přístroj umožňující  bez tření vytvořit libovolně velký náboj statické elektřiny. Jeho vynález vzbudil zájem v celé Evropě. Zkoumal složení vzduchu a na základě pokusů formuloval hypotézu o jeho složení ze dvou různých plynů. Správně popsal vznik metanu. 
V roce 1779 nastoupil na katedru experimentální fyziky  univerzity v Pavii. O jeho přednášky byl obrovský zájem, svůj výklad doprovázel ukázkami pomocí přístrojů, které sám navrhl a zhotovil.    Vrátil se opět k pokusům s elektřinou. Vynalezl kondenzátor (1780), stéblový elektrometr (1788). Zabýval se kapacitou elektrických vodičů a začal používat termín elektrické napětí.  Uvažoval o principech vzniku bouřek a v roce 1790 vynalezl eudiometr, přístroj umožňující kvantitativní analýzy plynných směsí.
Cestoval po Evropě, kde osobně poznal řadu významných vědců, mimo jiné George-Louise Leclerca de Buffon,  Pierre Simona Laplace, Antoina Lavoisiera,  Georga Christopha Lichtenberga. V roce 1782 navštívil také Báňskou akademii v Banské Štiavnici. Vystoupil před Královskou společností v Londýně se svou dizertační prací o kondenzátoru. Ve Vídni byl v roce 1784 přijat císařem Josefem II. Roku 1791 byl zvolen členem Královské společnosti v Londýně.

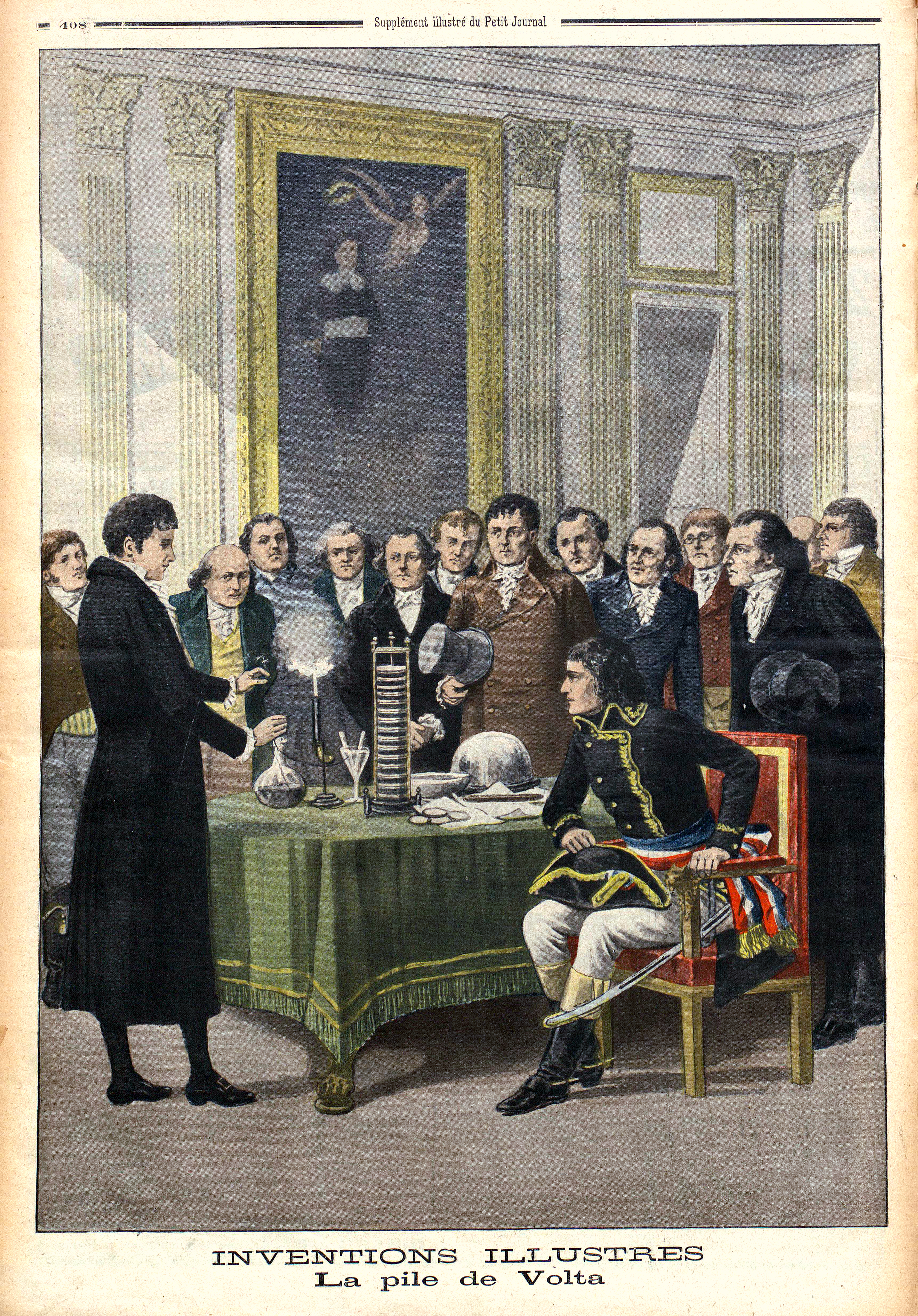
Volta představuje svůj vynález Napoleonovi (Le Petit journal 1901)

V roce 1791 se dozvěděl o pokusech Luigiho Galvaniho se žabími stehýnky, jejichž svaly se stahují při dotyku kovovým skalpelem. Volta odhalil, že se nejedná o živočišnou elektřinu, ale o reakci kovů, když po řadě pokusů úplně vyloučil živé organismy. Podařilo se mu získat elektřinu tak, že do nádobky se slanou vodou ponořil dvě elektrody z různých kovů. V roce 1793 tak vznikl  první galvanický článek a později sériovým spojením těchto článků sestrojil i elektrickou baterii nazvanou Voltův sloup, který umožňoval existenci relativně trvalého elektrického proudu. Tímto objevem se otevřela cesta k praktickému využití elektřiny. Dlouholetý názorový spor mezi Voltou a Galvanim rozdělil vědce v celé Evropě do dvou táborů.
Volta o svých výzkumech napsal  20. března 1800 předsedovi  Královské společnosti v Londýně a 28. října 1801 přednášel v pařížském Institutu. Tam zaujal Napoleona Bonaparta, který  mu udělil finanční odměnu a dlouhodobě jej podporoval. V roce 1805 byl jmenován rytířem Řádu čestné legie, v  roce 1809 se stal  italským senátorem a o rok později mu udělil hraběcí titul.
Po svém jmenování senátorem žil Volta téměř nepřetržitě v Miláně se svou rodinou. Oženil se v roce 1794, měl tři syny. V roce 1814 zemřel jeho  osmnáctiletý syn Flaminio, nadaný matematik. Poté, co byl Napoleon poražen, musel Volta z Milána uprchnout před zlobou lidu, protože byl pokládán za spojence Francouzů. Určitý čas se ukrýval u přátel v Comu, ale již v roce 1815 ho císař František I. jmenoval do funkce děkana  fakulty matematiky a fyziky univerzity v Pávii.
Po odchodu do  důchodu v roce 1819 se uchýlil do svého venkovského sídla v Camnago poblíž Como.  Od roku 1823 byl po srdeční mrtvici prakticky hluchý a slepý. Zemřel 5. března 1827 ve věku 82 let. Byl pohřben v hrobce rodinné kaple na místním hřbitově.
Je po něm pojmenována jednotka elektrického napětí Volt a kráter Volta na přivrácené straně Měsíce.